# 胡斯尼喬阿拉鄉
44°41′N 22°51′E / 44.683°N 22.850°E
胡斯尼喬阿拉鄉（羅馬尼亞語：Comuna Husnicioara, Mehedinți），是羅馬尼亞的鄉份，位於該國西南部，由梅赫丁茨縣負責管轄，面積75平方公里，海拔高度251米，2007年人口1,467，人口密度每平方公里20人。